# Кондит, Карлос
Карлос Джозеф Кондит (англ. Carlos Joseph Condit), род. 25 апреля 1984 года) — американский боец смешанных единоборств, выступающий под эгидой UFC в полусредней весовой категории. Бывший временный чемпион в UFC в полусреднем весе и бывший чемпион WEC в полусреднем весе.
Ранее Кондит выступал в World Extreme Cagefighting, где он был последним чемпионом в полусредней весовой категории, а также в Shootboxing и Pancrase.

## Биография
Родился боец 26 апреля 1984 года в Альбукерке (США). Мать имеет образование медсестры, отец возглавляет аппарат губернатора штата. Карлос Джозеф Кондит является американским мастером смешанных боевых искусств. Соревнуется в категории полусреднего веса Ultimate Fighting Championship. За время своей деятельности был временным чемпионом в UFC, а также чемпионом WEC в полусредней весовой категории.

## Карьера в смешанных единоборствах

### WEC
Кондит начал в WEC на WEC 25, где он победил Кайла Йенсена в первом раунде болевым приёмом (удушение сзади). Второй бой спортсмена проходил за вакантный пояс WEC в полусреднем весе против Джона Алессио на WEC 26. Кондит одержал победу во втором раунде так же, как и в предыдущий раз, удушением сзади, и стал чемпионом в полусреднем весе в WEC.
Первая защита титула состоялась против Брока Ларсона на WEC 29, где он также досрочно победил болевым приемом армбар (рычаг локтя). Затем он ещё раз успешно защитил свой пояс против Карло Пратера на WEC 32, победив удушающим приемом «гильотина».
Последняя защита титула WEC состоялась против Хиромитсу Миуры на WEC 35. Бой закончится нокаутом в четвёртом раунде, бой получил статус «Боя вечера». Это означало, что Кондит останется последним чемпионом WEC в полусреднем весе, затем и дивизиона, а далее и WEC была закрыта. Карьера Кондита в WEC закончилась успешно с рекордом 5-0.

### UFC
После выкупа WEC организацией UFC, он дебютировал в Ultimate Fighting Championship (UFC), потерпев поражение разделенным решением судей против Мартина Кампмана на UFC Fight Night 18.
Затем его следующий бой был запланирован против Криса Лайтла на 16 сентября 2009 года, на UFC Fight Night 19, но Лайтлу пришлось отказаться из-за травмы колена. Новичок UFC Джейк Элленбергер пришёл на замену Лайтлу. Кондит победил Элленбергера по очкам, эта была его первая победа в UFC.
Кондиту позже пришлось отказаться от запланированного боя на UFC 108 против Пола Дейли из-за травмы руки.
Следующий бой в рамках UFC Кондит провёл против Рори МакДональда.
Кондит победил Рори Макдональд в третьем раунде техническим нокаутом на UFC 115 в бою, который заработал награду «Бой вечера». Хотя, казалось Макдональд был лучше в первых двух раундах с эффективным и ярким партером, но в третьем раунде ход боя быстро перевернулся в пользу Кондита, где он уверенно переиграл канадца в стойке и закончил остановкой рефери (удары локтями и кулаками) за 8 секунд до конца поединка.
Кондит встречается с Деном Харди 16 октября 2010 года в рамках UFC 120. После не долгого обмена в стойке Кондит приземлил Харди на пол, и ещё двумя ударами на земле закончил поединок в первом раунде. Кондит стал первым, кто победил Дена Харди нокаутом.
Кондит должен был встретиться с Крис Лайтлом 27 февраля 2011 года в UFC 127. Однако Кондит был вынужден выбиться из боя после перенесенной травмы колена во время тренировки, его заменил новичок Брайан Эберсоул.
После Кондит встречается с Дон Ян Кимом 2 июля 2011 года в рамках UFC 132. Кондит победил в первом раунде нокаутом (удар коленом с лету и добивания) зарабатывает награду «Нокаут вечера». Кондит стал первым кто одолел Ян Кима в ММА.
29 октября 2011 года в UFC 137. Кондит сталкивается со знаменитым Би Джей Пенном. Тем не менее, президент UFC Дана Уайт объявил на UFC 137 пресс-конференции, что Кондит не будет драться с Пенном и вместо этого будет драться с Ником Диасом. Кондит, как ожидается, сталкивается с Джошом Кошчеком 4 февраля 2012 года в UFC 143. Однако из-за травмы колена, вместо Сен-Пьера, Кондит дерётся с Ником Диасом за звание временного чемпиона UFC.
Кондит сталкивается с Жорж Сен-Пьером 17 ноября 2012 года на UFC 154. Кондит стал вторым человеком, отправившим Жоржа Сен-Пьера в нокдаун, бой закончится победой канадца единогласным решением судей, после Сен-Пьер утверждал, что Кондит был лучшим бойцом, с которым он сталкивался.
В августе 2016 года, на турнире UFC on Fox: Maia vs Condit, состоялся поединок Кондита против будущего претендента на титул чемпиона UFC в полусреднем весе Демиана Майи, Кондит проиграл бой удушающим приемом в 1 раунде.

## Титулы и достижения
- Ultimate Fighting Championship
  - Временный чемпион UFC в полусредней весовой категории (один раз)
  - Обладатель премии «Лучший бой вечера» (пять раз) за бои против Рори Макдональда, Жоржа Сен-Пьера, Джони Хендрикса, Мартина Кампманна и Робби Лоулера
  - Обладатель премии «Лучший нокаут вечера» (два раза) за бои против Дэна Харди, Дон Хён Кима
- World Extreme Cagefighting
  - Чемпион WEC в полусредней весовой категории
  - Обладатель премии «Лучший бой вечера» (два раза) за бои против Хиромицу Миуры и Джон Алессио
  - Обладатель премии «Болевой приём вечера» (один раз) за бой против Брока Ларсона
- Rumble on the Rock
  - Второе место на турнире Rumble on the Rock в полусредней весовой категории
- MMAValor.com
  - Лучший бой года (2012) за бой против Жоржа Сен-Пьера[5]

## Статистика
| Боёв 46  | Побед 32 | Поражений 14 |
| -------- | -------- | ------------ |
| Нокаутом | 15       | 1            |
| Сдачей   | 13       | 6            |
| Решением | 4        | 7            |

| Результат | Рекорд | Соперник          | Способ                                          | Турнир                                     | Дата             | Раунд | Время | Место                  | Примечание                                                                               |
| --------- | ------ | ----------------- | ----------------------------------------------- | ------------------------------------------ | ---------------- | ----- | ----- | ---------------------- | ---------------------------------------------------------------------------------------- |
| Поражение | 32-14  | Макс Гриффин      | Единогласное решение                            | UFC 264                                    | 11 июля 2021     | 3     | 5:00  | Лас-Вегас, Невада, США |                                                                                          |
| Победа    | 32-13  | Мэтт Браун        | Единогласное решение                            | UFC on ABC: Holloway vs. Kattar            | 16 января 2021   | 3     | 5:00  | Абу-Даби, ОАЭ          |                                                                                          |
| Победа    | 31-13  | Курт Макги        | Единогласное решение                            | UFC on ESPN: Holm vs. Aldana               | 4 октября 2020   | 3     | 5:00  | Абу-Даби, ОАЭ          |                                                                                          |
| Поражение | 30-13  | Майкл Кьеза       | Болевой приём (кимура)                          | UFC 232                                    | 29 декабря 2018  | 2     | 0:56  | Инглвуд, США           |                                                                                          |
| Поражение | 30-12  | Алекс Оливейра    | Удушающий приём (гильотина)                     | UFC on Fox: Poirier vs. Gaethje            | 14 апреля 2018   | 2     | 3:17  | Глендейл, США          |                                                                                          |
| Поражение | 30-11  | Нил Магни         | Единогласное решение                            | UFC 219                                    | 30 декабря 2017  | 3     | 5:00  | Лас-Вегас, США         |                                                                                          |
| Поражение | 30-10  | Демиан Майя       | Удушающий приём (сзади)                         | UFC on Fox: Maia vs Condit                 | 27 августа 2016  | 1     | 1:52  | Ванкувер, Канада       |                                                                                          |
| Поражение | 30-9   | Робби Лоулер      | Раздельное решение                              | UFC 195                                    | 2 января 2016    | 5     | 5:00  | Лас-Вегас, США         | Бой за титул чемпиона UFC в полусреднем весе. «Лучший бой вечера».                       |
| Победа    | 30-8   | Тиагу Алвис       | Технический нокаут (остановка по решению врача) | UFC Fight Night: Condit vs. Alves          | 30 мая 2015      | 2     | 5:00  | Гояния, Бразилия       |                                                                                          |
| Поражение | 29-8   | Тайрон Вудли      | Технический нокаут (травма колена)              | UFC 171                                    | 15 марта 2014    | 2     | 2:00  | Даллас, США            |                                                                                          |
| Победа    | 29-7   | Мартин Кампманн   | Технический нокаут (удары руками и коленями)    | UFC Fight Night: Condit vs. Kampmann 2     | 28 августа 2013  | 4     | 0:54  | Индианаполис, США      | «Лучший бой вечера».                                                                     |
| Поражение | 28-7   | Джонни Хендрикс   | Единогласное решение                            | UFC 158                                    | 16 марта 2013    | 3     | 5:00  | Монреаль, Канада       | Бой за статус претендента на титул чемпиона UFC в полусреднем весе. «Лучший бой вечера». |
| Поражение | 28-6   | Жорж Сен-Пьер     | Единогласное решение                            | UFC 154                                    | 17 ноября 2012   | 5     | 5:00  | Монреаль, Канада       | Бой за титул чемпиона UFC в полусреднем весе. «Лучший бой вечера».                       |
| Победа    | 28-5   | Ник Диас          | Единогласное решение                            | UFC 143                                    | 4 февраля 2012   | 5     | 5:00  | Лас-Вегас, США         | Завоевал титул временного чемпиона UFC в полусреднем весе.                               |
| Победа    | 27-5   | Ким Дон Хён       | Нокаут (удар коленом в прыжке и удары руками)   | UFC 132                                    | 2 июля 2011      | 1     | 2:58  | Лас-Вегас, США         | «Лучший нокаут вечера».                                                                  |
| Победа    | 26-5   | Дэн Харди         | Нокаут (удар рукой)                             | UFC 120                                    | 16 октября 2010  | 1     | 4:27  | Лондон, Великобритания | «Лучший нокаут вечера».                                                                  |
| Победа    | 25-5   | Рори Макдональд   | Технический нокаут (удары)                      | UFC 115                                    | 12 июня 2010     | 3     | 4:53  | Ванкувер, Канада       | «Лучший бой вечера».                                                                     |
| Победа    | 24-5   | Джейк Элленбергер | Раздельное решение                              | UFC Fight Night: Diaz vs. Guillard         | 16 сентября 2009 | 3     | 5:00  | Оклахома-Сити, США     |                                                                                          |
| Поражение | 23-5   | Мартин Кампманн   | Раздельное решение                              | UFC Fight Night: Condit vs. Kampmann       | 1 апреля 2009    | 3     | 5:00  | Нашвилл, США           |                                                                                          |
| Победа    | 23-4   | Хиромицу Миура    | Технический нокаут (удары)                      | WEC 35                                     | 3 августа 2008   | 4     | 4:43  | Лас-Вегас, США         | Защитил титул чемпиона WEC в полусреднем весе. «Лучший бой вечера».                      |
| Победа    | 22-4   | Карлу Пратер      | Удушающий приём (гильотина)                     | WEC 32                                     | 13 февраля 2008  | 1     | 3:48  | Рио-Ранчо, США         | Защитил титул чемпиона WEC в полусреднем весе.                                           |
| Победа    | 21-4   | Брок Ларсон       | Болевой приём (рычаг локтя)                     | WEC 29                                     | 5 августа 2007   | 1     | 2:21  | Лас-Вегас, США         | Защитил титул чемпиона WEC в полусреднем весе.                                           |
| Победа    | 20-4   | Джон Алессио      | Удушающий приём (сзади)                         | WEC 26                                     | 24 марта 2007    | 2     | 4:59  | Лас-Вегас, США         | Завоевал вакантный титул чемпиона WEC в полусреднем весе.                                |
| Победа    | 19-4   | Кайл Дженсен      | Удушающий приём (сзади)                         | WEC 25                                     | 20 января 2007   | 1     | 2:10  | Лас-Вегас, США         |                                                                                          |
| Победа    | 18-4   | Тацунори Танака   | Нокаут (удар ногой в живот)                     | Pancrase: Blow 9                           | 25 октября 2006  | 1     | 2:13  | Токио, Япония          |                                                                                          |
| Победа    | 17-4   | Такуя Вада        | Болевой приём (кимура)                          | Pancrase: Blow 7                           | 16 сентября 2006 | 3     | 4:22  | Токио, Япония          |                                                                                          |
| Победа    | 16-4   | Кодзи Оиси        | Технический нокаут (остановка по решению врача) | Pancrase: 2006 Neo-Blood Tournament Finals | 28 июля 2006     | 3     | 1:01  | Токио, Япония          |                                                                                          |
| Поражение | 15-4   | Пэт Хили          | Удушающий приём (сзади)                         | Extreme Wars 3: Bay Area Brawl             | 3 июня 2006      | 3     | 2:53  | Окленд, США            |                                                                                          |
| Поражение | 15-3   | Джейк Шилдс       | Единогласное решение                            | Rumble on the Rock 9                       | 21 апреля 2006   | 3     | 5:00  | Гонолулу, США          | Финал турнира ROTR в полусреднем весе.                                                   |
| Победа    | 15-2   | Фрэнк Тригг       | Болевой приём (рычаг локтя в треугольнике)      | Rumble on the Rock 9                       | 21 апреля 2006   | 1     | 1:22  | Гонолулу, США          | Полуфинал турнира ROTR в полусреднем весе.                                               |
| Победа    | 14-2   | Ренату Вериссиму  | Технический нокаут (удары коленями и руками)    | Rumble on the Rock 8                       | 20 января 2006   | 1     | 0:17  | Гонолулу, США          | Четвертьфинал турнира ROTR в полусреднем весе.                                           |
| Победа    | 13-2   | Росс Эбанес       | Технический нокаут (удары)                      | Rumble on the Rocks: Just Scrap            | 5 ноября 2005    | 1     | 1:27  | Хило, США              |                                                                                          |
| Поражение | 12-2   | Сатору Китаока    | Болевой приём (скручивание пятки)               | Pancrase: Spiral 8                         | 2 октября 2005   | 1     | 3:57  | Иокогама, Япония       |                                                                                          |
| Победа    | 12-1   | Чило Гонсалес     | Болевой приём (рычаг локтя)                     | Ring of Fire 19: Showdown                  | 10 сентября 2005 | 1     | 1:06  | Касл-Рок, США          |                                                                                          |
| Победа    | 11-1   | Масаки Туши       | Нокаут (удар ногой в голову)                    | Professional No Rules Fight: Demolition    | 18 июня 2005     | 1     | 4:35  | Альбукерке, США        |                                                                                          |
| Победа    | 10-1   | Рэнди Хауэр       | Нокаут (удары)                                  | FightWorld 3                               | 27 ноября 2004   | 1     | 1:27  | Альбукерке, США        |                                                                                          |
| Победа    | 9-1    | Уилл Брэдфорд     | Технический нокаут (удары)                      | Independent Event                          | 13 ноября 2004   | 1     | 1:30  | Берналийо, США         |                                                                                          |
| Поражение | 8-1    | Карлу Пратер      | Удушающий приём (треугольник)                   | FightWorld 2                               | 11 сентября 2004 | 1     | 2:51  | Альбукерке, США        |                                                                                          |
| Победа    | 8-0    | Брэндон Мелендес  | Удушающий приём (треугольник)                   | Ring of Fire 12: Nemesis                   | 22 мая 2004      | 1     | 0:50  | Касл-Рок, США          |                                                                                          |
| Победа    | 7-0    | Джарвис Бреннаман | Болевой приём (рычаг локтя)                     | KOTC 35: Acoma                             | 28 февраля 2004  | 1     | 0:34  | Акома, США             |                                                                                          |
| Победа    | 6-0    | Брэд Гамм         | Технический нокаут (удары)                      | Ring of Fire 11: Bring it On               | 10 января 2004   | 1     | 1:11  | Касл-Рок, США          |                                                                                          |
| Победа    | 5-0    | Дэвид Линдмейер   | Болевой приём (рычаг локтя)                     | KOTC 26: Gladiator Challenge               | 3 августа 2003   | 1     | 0:46  | Акома, США             |                                                                                          |
| Победа    | 4-0    | Тайрелл Макэлрой  | Удушающий приём (треугольник руками)            | Triple Threat: Fight Night 1               | 6 апреля 2003    | 1     | 2:49  | Альбукерке, США        |                                                                                          |
| Победа    | 3-0    | Антонио Замора    | Технический нокаут (удары)                      | Independent Event                          | 15 марта 2003    | 1     | 0:29  | Акома, США             |                                                                                          |
| Победа    | 2-0    | Томми Гаудж       | Болевой приём (рычаг локтя)                     | Reality Fighting Championships 1           | 25 января 2003   | 1     | 0:45  | Оклахома-Сити, США     |                                                                                          |
| Победа    | 1-0    | Ник Роскорла      | Удушающий приём (сзади)                         | Aztec Challenge 1                          | 6 сентября 2002  | 1     | 0:52  | Сьюдад-Хуарес, Мексика |                                                                                          |